# Monochromadora monhysteroides
Monochromadora monhysteroides är en rundmaskart som beskrevs av W. Schneider 1937. Monochromadora monhysteroides ingår i släktet Monochromadora och familjen Tripylidae. Inga underarter finns listade i Catalogue of Life.